# Scapania densiloba
Scapania densiloba là một loài rêu trong họ Scapaniaceae. Loài này được Horik. mô tả khoa học đầu tiên năm 1932.